# Pied-noir
Pied-noir (direkte oversat fra fransk: sortfod) er en fransk befolkningsgruppe, som oprindeligt betegnede franskfødte bosat i de franske kolonier, men som nu mere bruges om hjemvendte kolonister, som nu bor i Frankrig, og deres efterkommere.
De fleste pied-noirs indvandrede fra Fransk Algeriet og Fransk Vestafrika i tiden omkring det franske koloniimperiums opløsning 1958-1962.

## Kendte pieds-noirs
- Louis Althusser (1918-1990), filosof
- Albert Camus (1913-1960), forfatter og nobelprismodtager i litteratur
- Marcel Cerdan (1916-1949), bokser
- Bertrand Delanoë (1950-), borgmester i Paris
- Jacques Derrida (1930-2004), filosof
- Alphonse Juin (1888-1967), marskal
- Bernard-Henri Lévy (1948-), filosof og publicist
- Yves Saint-Laurent (1936-2008), modedesigner